# Верхняя Марьяновка
Верхняя Марьяновка (рум. Marianca de Sus, Мариянка де Сус) — село в Каушанском районе Молдавии. Наряду с селом Заим и железнодорожной станцией Заим входит в состав коммуны Заим.

## География
Село расположено на высоте 88 метров над уровнем моря.
В селе отсутствует школа и магазин. Дети учатся в соседнем селе Заим.

## Население
По данным переписи населения 2004 года, в селе Верхняя Марьяновка проживает 100 человек (53 мужчины, 47 женщин).
Этнический состав села:
| Национальность | Число жителей | Процентный состав |
| -------------- | ------------- | ----------------- |
| молдаване      | 64            | 64,0              |
| русские        | 24            | 24,0              |
| украинцы       | 1             | 1,0               |
| поляки         | 1             | 1,0               |
| прочие         | 10            | 10,0              |
| Всего          | 100           | 100 %             |